# Boukoumbé
Boukoumbé (ou Boukombé) est l'une des neuf communes du département de l'Atacora, au nord-ouest du Bénin. Elle est située à proximité de la frontière avec le Togo.

## Géographie

### Climat
La commune est dotée d'un climat de type soudano-guinéen, avec une saison des pluies qui s'étend d'avril à octobre et une saison sèche allant de novembre à mars. La température y est rarement inférieure à 20 °C et les écarts mensuels restent faibles : mars est le mois le plus chaud (36 °C), août le mois le plus frais (24 °C). Les précipitations sont de l'ordre de 1 100 mm par an. L'harmattan, vent sec et chaud, souffle entre les mois de novembre et février, puis, à partir de la fin mars, la mousson océanique apporte la pluie.

### Relief
La commune de Boukoumbé est partiellement occupée par la chaîne de l'Atacora, dont le point culminant (835 m) se trouve sur son territoire, également constitué de forêt claire ainsi que de savane arborée et arbustive.

### Végétation
Constituée de forêts claires et de savanes arborée et arbustive, elle est presque entièrement dégradée par l'action humaine. Il n'en reste plus que des reliques forestières isolées (forêts sacrées, cimetière, bas-fonds) à Korontière, Kossoucoingou et Kouporgou. Quelques espèces utiles à la population subsistent dans cet environnement globalement sahélisé : baobab, rônier, néré, karité, kapokier, faux acajou. Les espèces animales s'y sont également raréfiées.

Spécimens collectés à Boukoumbé.
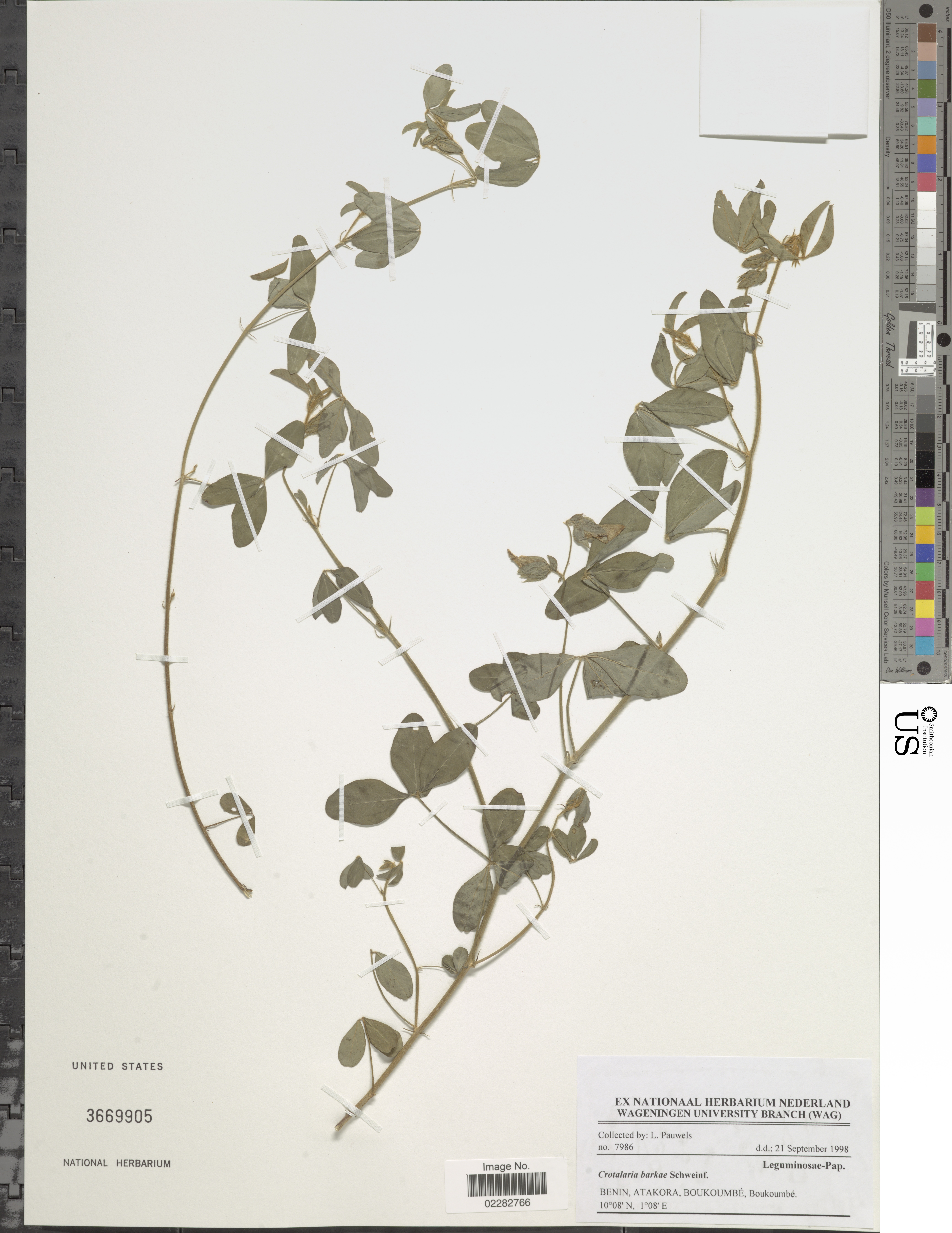
Crotalaria barkae.
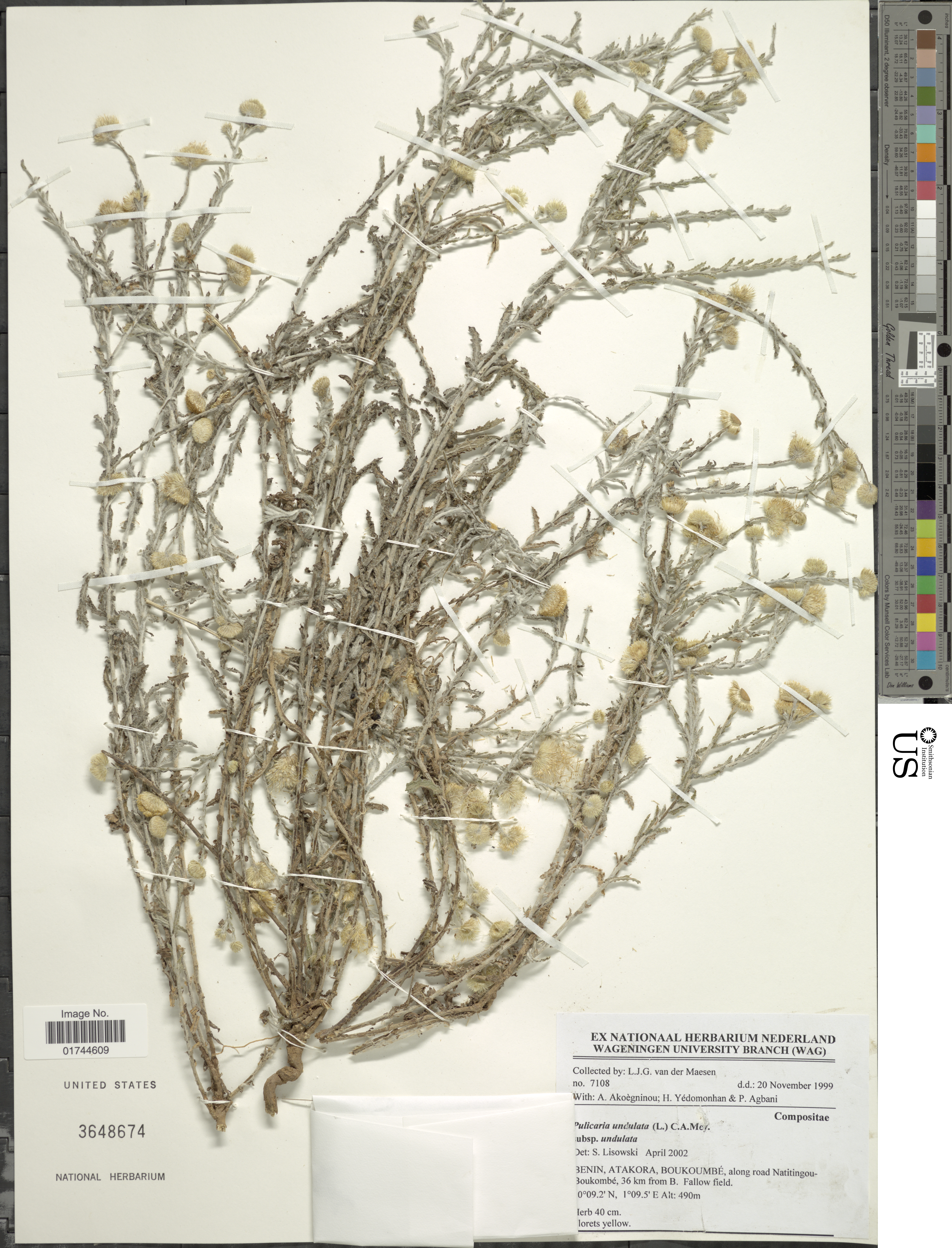
Pulicaria undulata.

### Population
Lors du recensement de 2013 (RGPH-4), la commune comptait 82 450 habitants,
Boukoumbé se trouve au cœur du pays somba, terme regroupant un ensemble socioculturel de populations vivant dans la chaîne de l'Atacora et dans le piémont occidental de celle-ci. Les Batammariba sont les plus représentés dans une population très majoritairement rurale, dont plus de 90 % pratique un culte traditionnel.

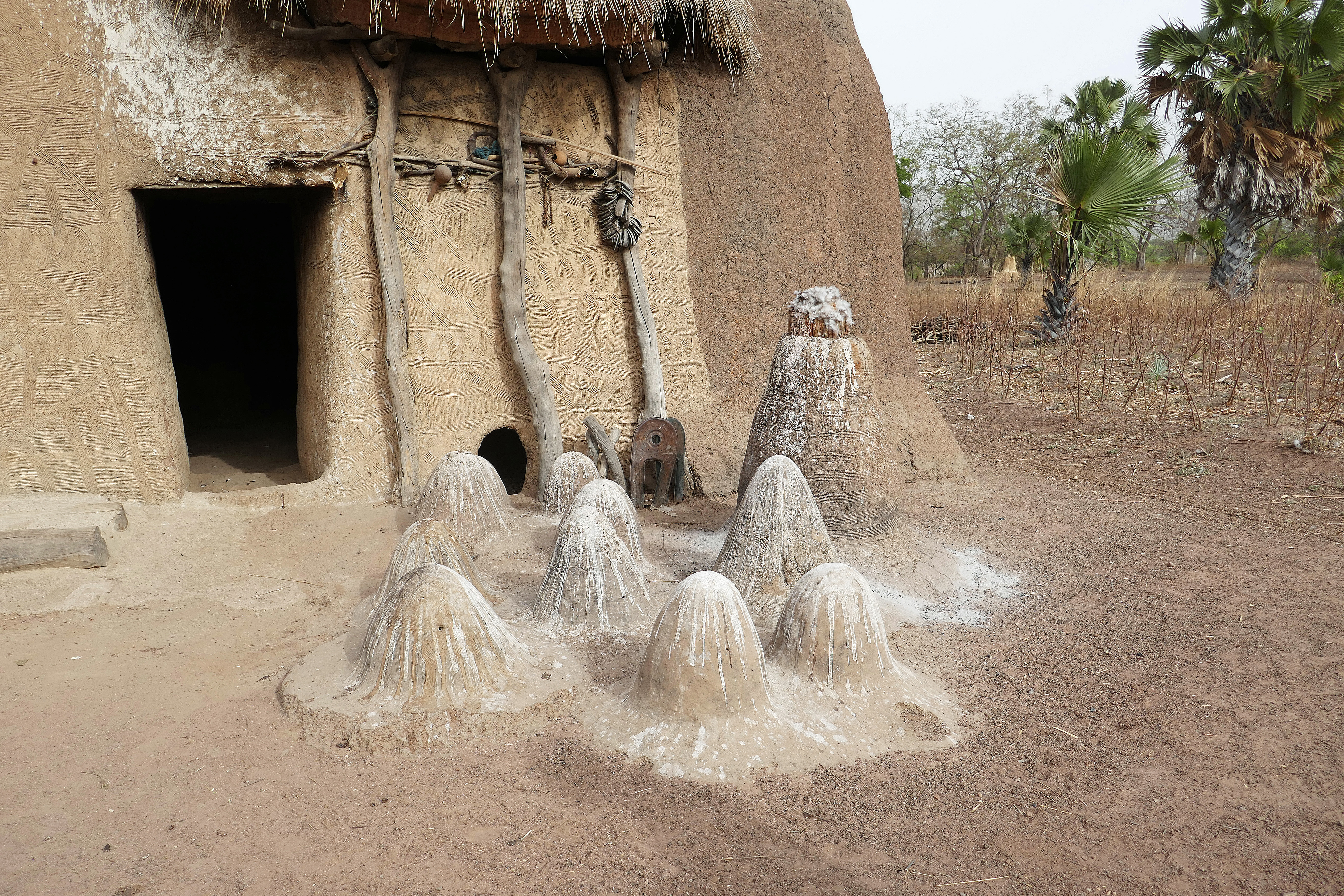
Fétiches et autels sacrificiels à Manta
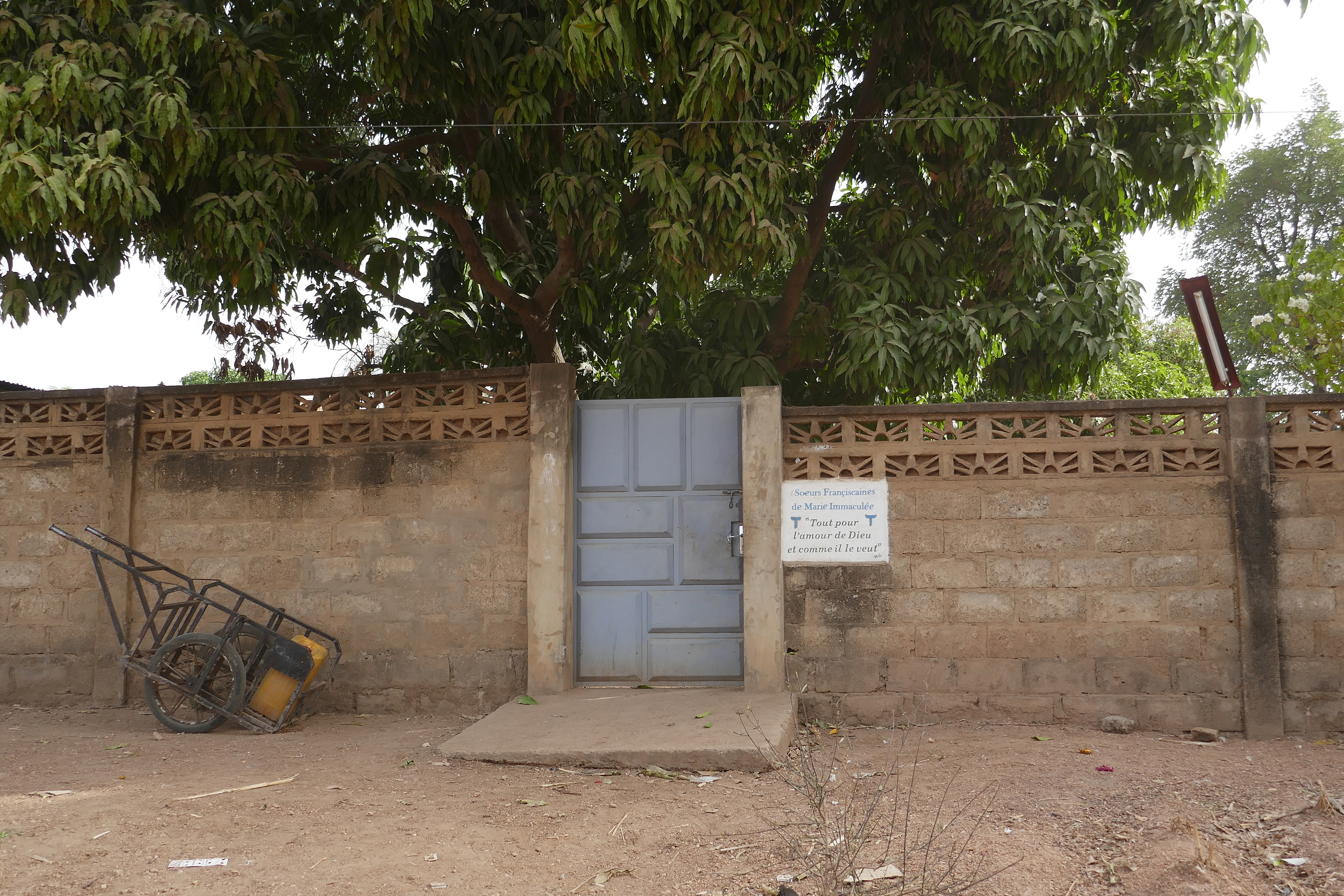
Sœurs franciscaines de Marie Immaculée
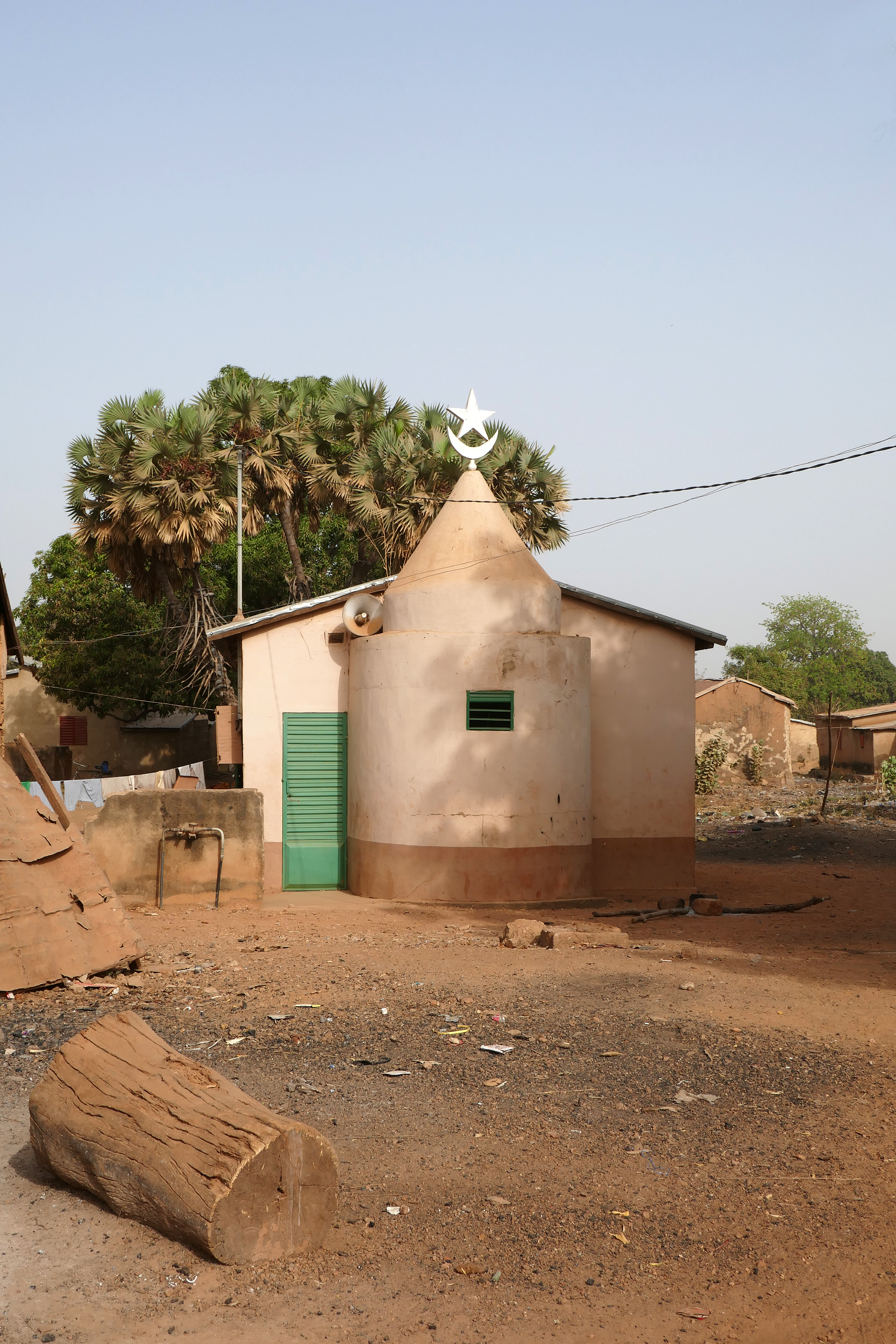
Petite mosquée

## Administration

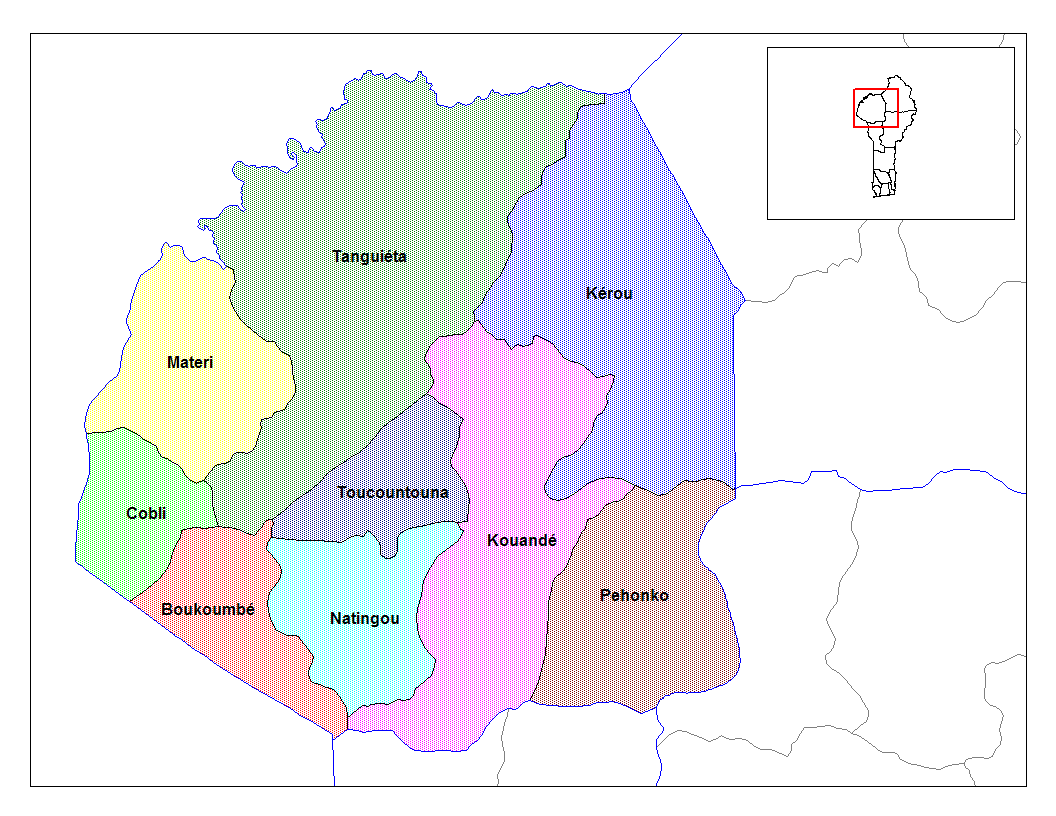
Territoire de Boukoumbé dans le département d'Atakora

### Subdivision en arrondissements
- Boukoumbé
- Dipoli
- Korontière
- Kossoucoingou
- Manta
- Natta
- Tabota

### Jumelages
- Oude IJsselstreek (Pays-Bas)

## Économie
Agriculture
L'économie de la commune repose principalement sur une agriculture de type extensif, dont le rendement reste faible.
Les principales cultures pratiquées sont les céréales (sorgho, mil, fonio, riz, maïs), les racines et tubercules (igname, patate douce, taro, manioc), ainsi que les légumineuses (niébé, voandzou, arachide, sésame) et quelques cultures de rente, telles que le coton et le tabac.
Pratiqué de façon traditionnelle dans tous les ménages, l'élevage occupe la seconde position (bovins, caprins, porcins, volaille).

Ressources agricoles à Boukoumbé
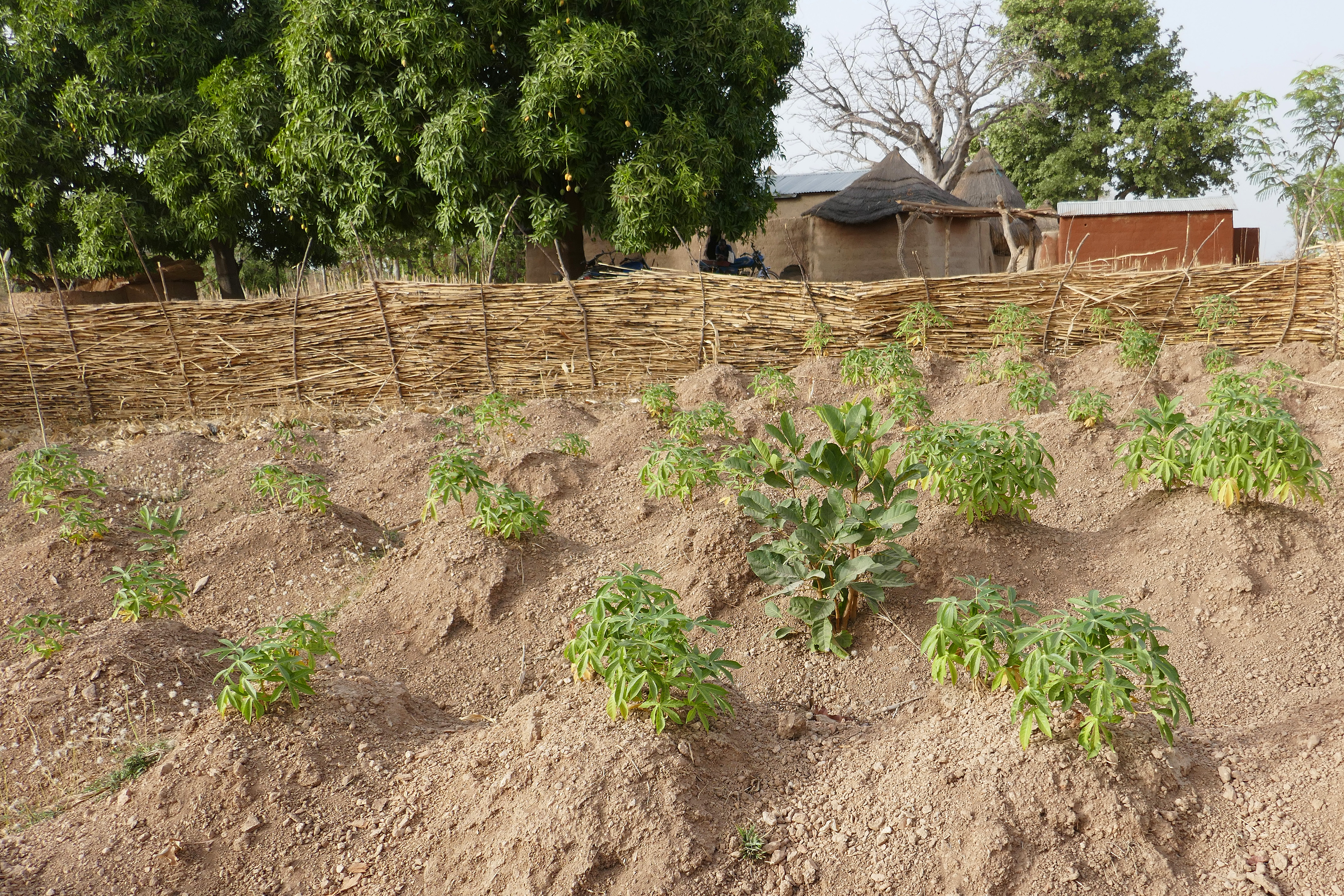
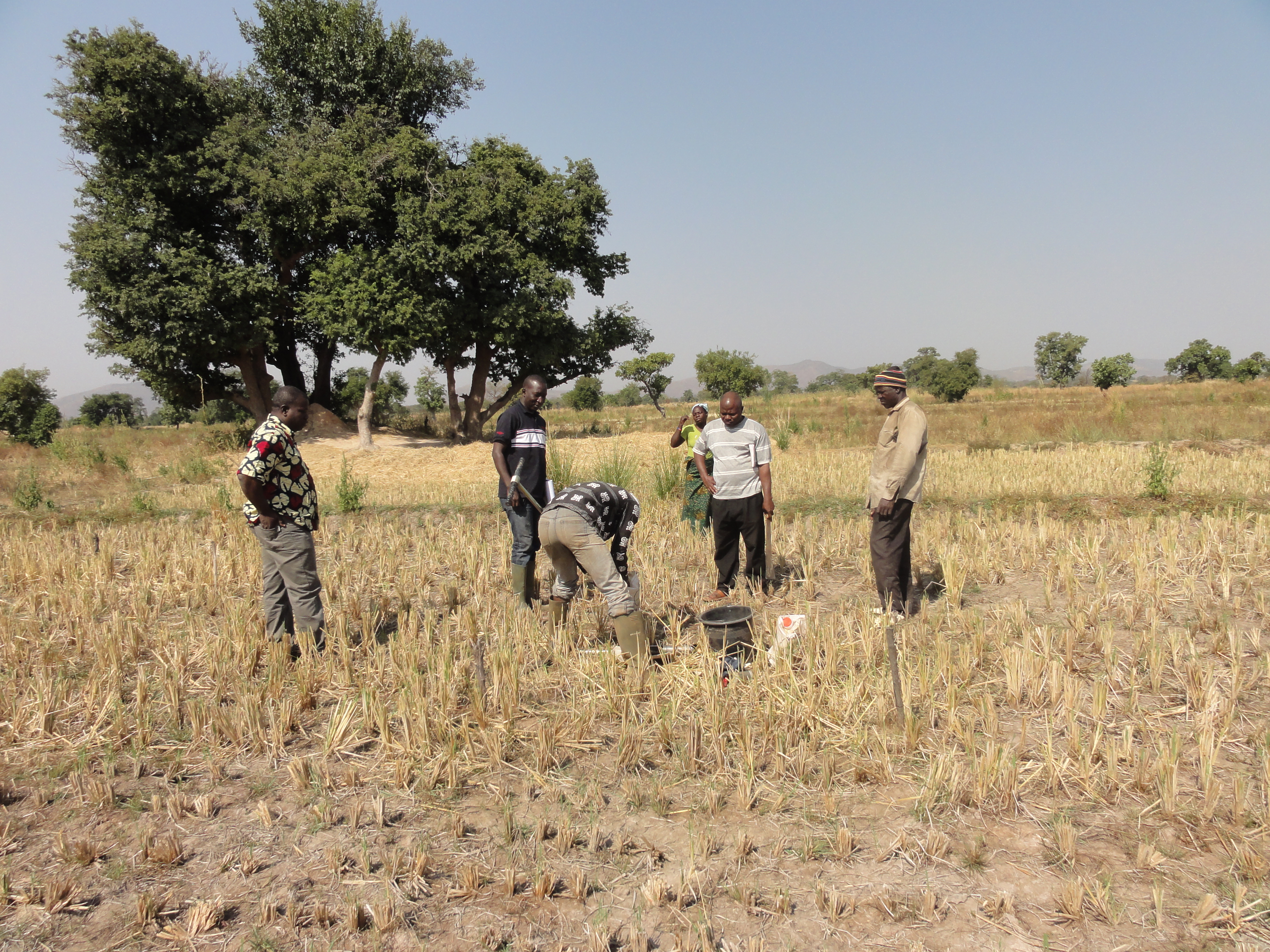
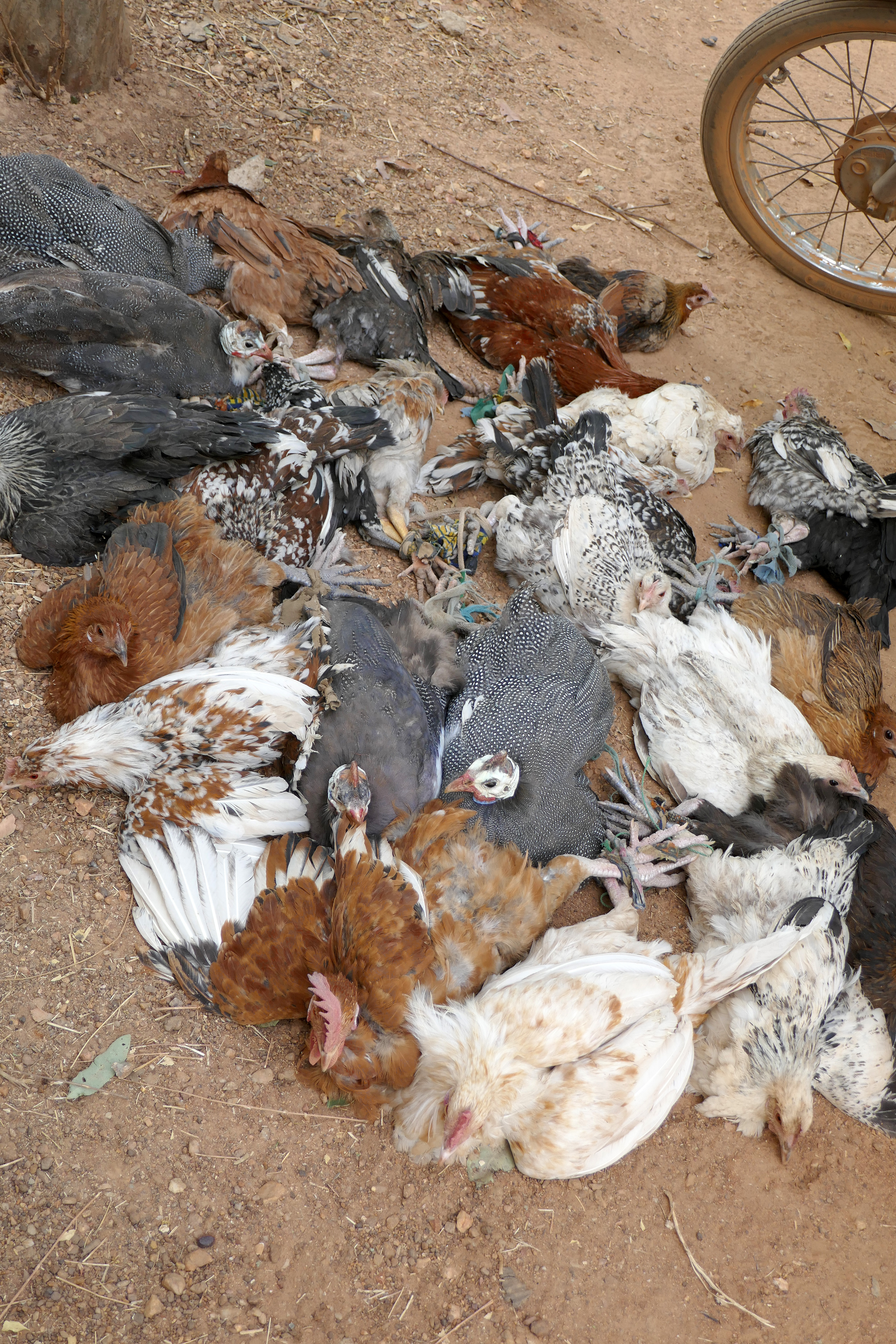

Mines et industrie
Des carrières de sable et de gravier existent dans quelques villages.

Malgré l'existence de certaines matières premières, l'industrie agro-alimentaire est quasi inexistante.
Commerce
La commune dispose de quatre marchés fonctionnels : Manta, Korontière, Boukoumbé centre et Kouporgou.

On y vend surtout des produits agricoles et des articles importés. Une grande partie des céréales sont bradées après les récoltes de fin d'année par les paysans en prévision des dépenses de fête.

Des membres de la communauté yoruba gèrent quelques boutiques d'articles manufacturés de première nécessité.
Tourisme
Le tourisme est considéré par la commune comme la filière levier susceptible d'impulser un réel développement.
Ses atouts sont en effet nombreux : l'architecture traditionnelle faite de tatas somba, les sites panoramiques de Koussoukouingou, les failles de la grande chaîne de l'Atacora, les grottes, les cascades, les piscines naturelles, également le tissage de bijoux en herbe et les danses locales.

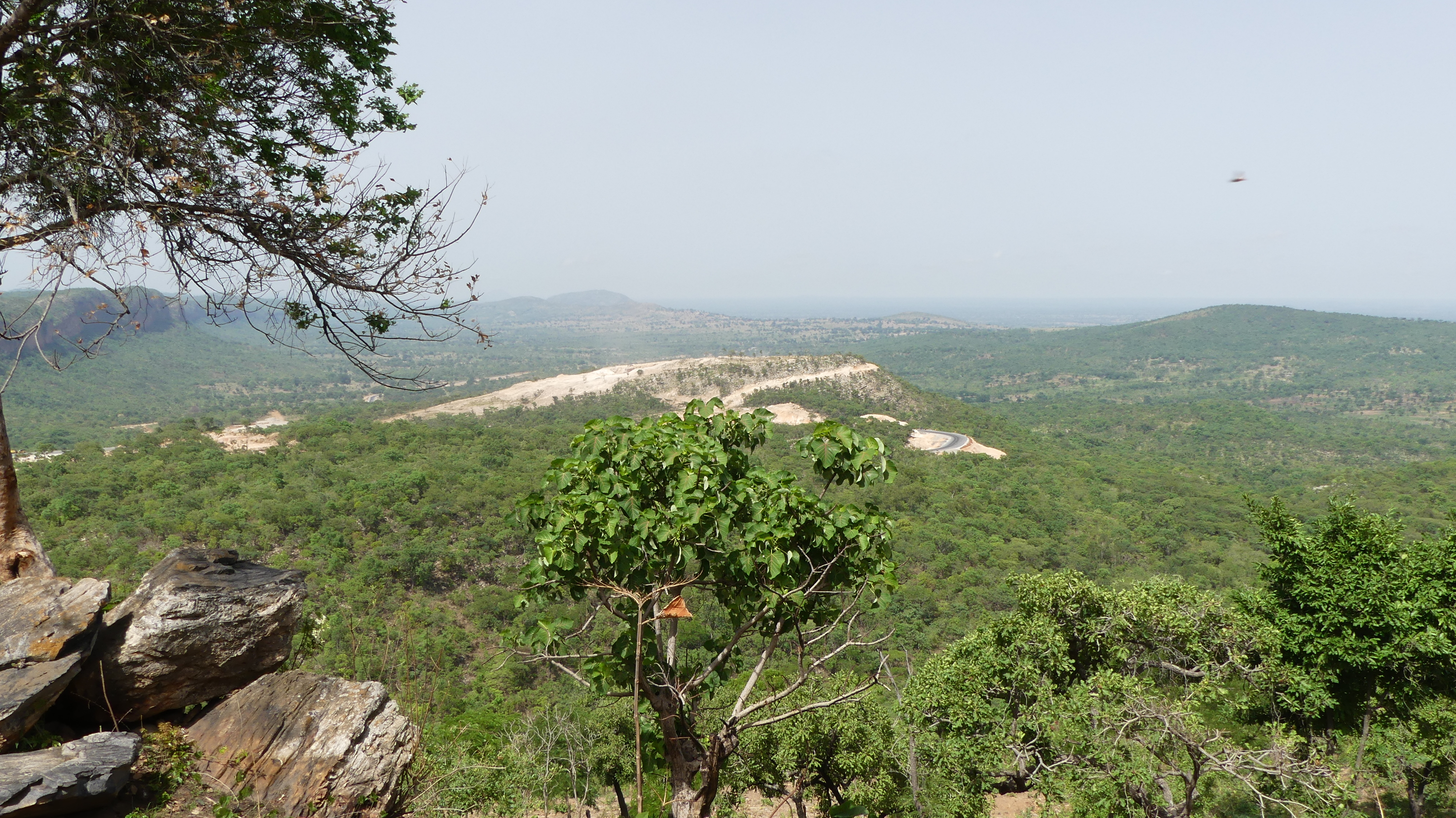
Site panoramique à Koussoukouingou.
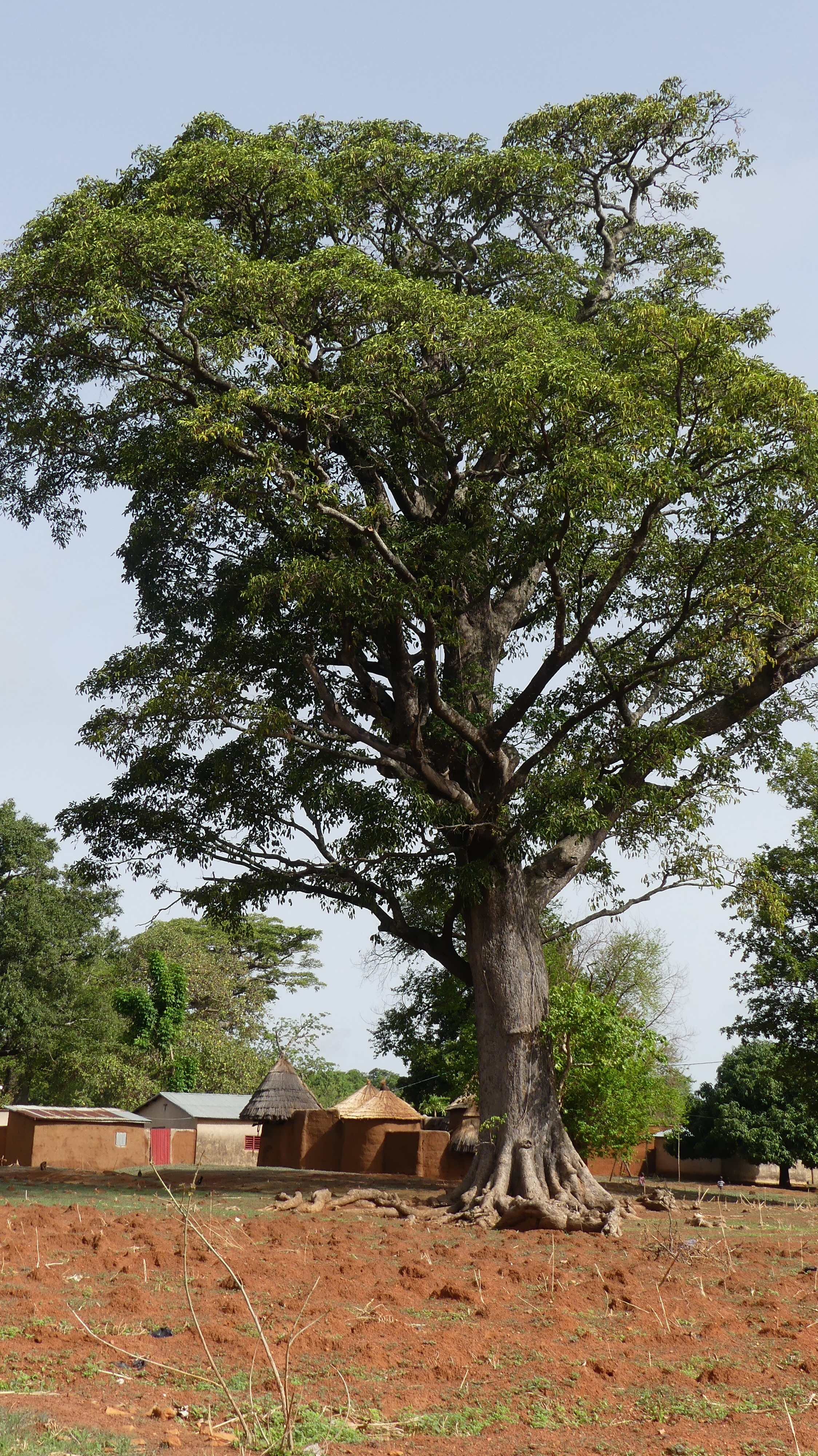
Iroko (Milicia excelsa).
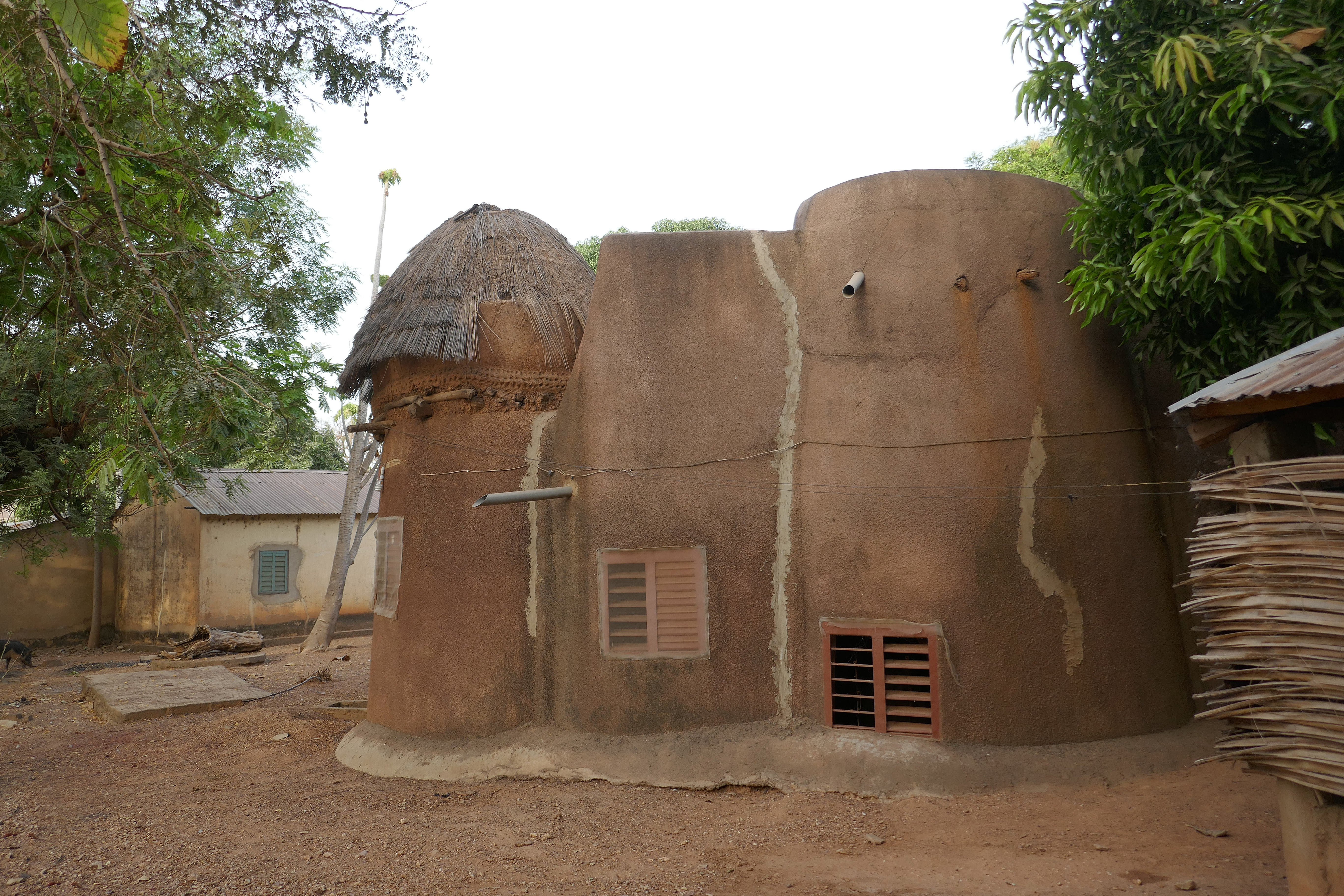
Tata touristique à Boukoumbé.
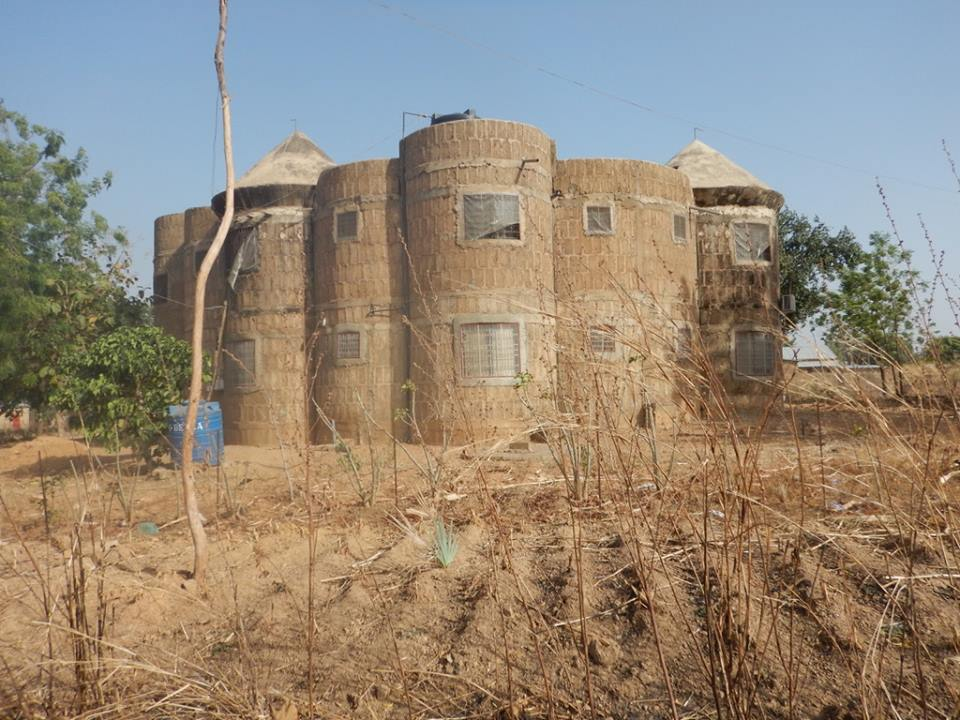
Nouveau tata touristique.
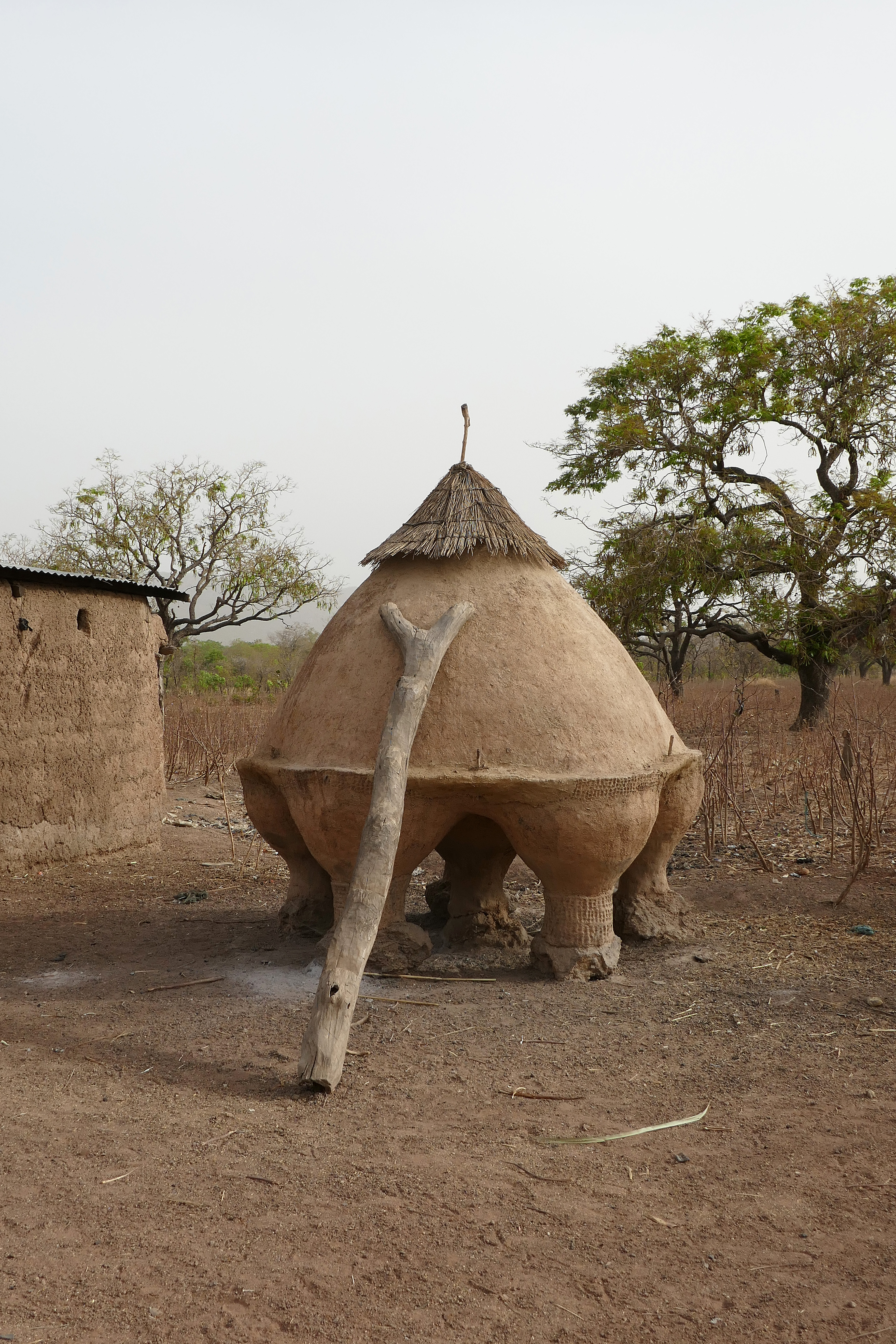
Manta-Village otammari

## Personnalités nées à Boukoumbé
- Camille Amouro, dramaturge, metteur en scène et chroniqueur